# Sergenterie du Hommet
La sergenterie du Hommet est une ancienne circonscription administrative de la Manche.

## Histoire
Elle appartenait en 1612/1636 à l'élection de Carentan et Saint-Lô, en 1677 à l'élection de Carentan, puis en 1713 à l'élection de Saint-Lô, qui faisaient elles-mêmes partie de la généralité de Caen.

## Compositions
Elle comprenait 15 paroisses :
- Amigny
- Bahais, ancienne paroisse puis commune, aujourd'hui Pont-Hébert
- Cavigny
- La Chapelle-en-Juger
- Le Dézert
- Esglandes, ancienne paroisse puis commune, aujourd'hui Pont-Hébert
- Hébécrevon
- Le Hommet, ancienne paroisse puis commune du Hommet-d'Arthenay, aujourd'hui Pont-Hébert
- Le Mesnil-Amey
- Le Mesnil-Durand, ancienne paroisse puis commune, aujourd'hui Pont-Hébert
- Le Mesnil-Eury
- Montreuil
- Saint-Fromond
- Saint-Jean-de-Daye
- Saint-Pierre-d'Arthenay, ancienne paroisse puis commune du Hommet-d'Arthenay, aujourd'hui Pont-Hébert